# Finchampstead
Finchampstead – wieś i civil parish w Anglii, w Berkshire, w dystrykcie (unitary authority) Wokingham. W 2011 civil parish liczyła 11990 mieszkańców. Finchampstead jest wspomniana w Domesday Book (1086) jako Finchamestede.